# ریچارد ادوارد جرارد
ریچارد ادوارد جرارد (به انگلیسی: Richard Edward Garrard) (زاده ۲۱ ژانویه ۱۹۰۹ - درگذشته ۳ مارس ۲۰۰۳) کشتی گیر کشور استرالیا است.